# Circus Mikkenie (hoorspel)
Circus Mikkenie is een hoorspelserie naar het gelijknamige boek van Havank. Voor de bewerking zorgde Pieter Terpstra. De NCRV zond de serie uit vanaf donderdag 10 oktober 1968. De regisseur was Wim Paauw.

## Delen
- Deel 1: In de schaduw van de trapeze (duur: 23 minuten)
- Deel 2: Wie wierp het mes? (duur: 22 minuten)
- Deel 3: Het mysterie van de geruite pet (duur: 22 minuten)

## Rolbezetting
- Jan Borkus (inspecteur Charles Carlier, de Schaduw)
- Frans Somers (Harro Vance)
- Willy Ruys (Drossaert, circusdirecteur)
- Tonny Foletta (Tinpanelli, clown)
- Han König (Flippie, stalmeester)
- Herman van Eelen (ober & de Spreekstalmeester)
- Willy Brill (Miss Felicity, trapezewerkster)
- Joke Hagelen (zusje van Felicity, trapezewerkster)
- Harry Bronk (Andy, man van Felicity, trapezewerker)
- Floor Koen (helper)
- Donald de Marcas (Leonard)
- Hans Veerman (Edison, elektricien)
- Rob Geraerds (Ycnégrême, Hongaarse messenwerper)
- Hetty Berger (Yvonne, zijn helpster)
- Paul van der Lek (commissaris Croningha)

## Inhoud
Op een avond maakt inspecteur Carlier, alias de “Schaduw”, een wandeling in Leeuwarden. Hij komt langs de Oldehove en kijkt met een beetje weemoed naar de plaats waar eens Mata Hari woonde. Op het beroemde Zaailand heeft zojuist het beroemde Circus Mikkenie zijn tenten opgezet. En vlak daarbij in hotel “Amicitia” heeft inspecteur Carlier zijn intrek genomen om zijn oude vriend Harro Vance eens op te zoeken. Het lijkt er evenwel op op de “Schaduw” per speciale bestelling in de Friese hoofdstad is afgeleverd, want er klopt iets niet in het circus en er gebeuren vreemde dingen. De ongelukken volgen elkaar zonder tussenpoos op: een paard werd onder meer half vergiftigd en kooien van tijgers werden ’s nachts opengezet. Het is wel duidelijk dat er tussen de collega’s van het circus een verkeerd element is geslopen. Van circusdirecteur Drossaert krijgen de inspecteur en zijn vriend een vrijkaart voor de avondvoorstelling, maar met een opdracht erbij. De “Schaduw” is weer eens op het oorlogspad…